# Edwin Ekiring
Edwin Ekiring (Kampala, 22 dicembre 1983) è un ex giocatore di badminton ugandese.

## Palmarès
- Giochi panafricani

Algeri 2007: bronzo nel singolo maschile.
Maputo 2011: bronzo nel singolo maschile.
Brazzaville 2015: bronzo nel singolo maschile.
- Campionati africani

Rose Hill 2007: bronzo nel singolo maschile
Addis Ababa 2012: bronzo nel singolo maschile